# Hammoudi Bouhanana
Sidi Hammoudi Bouhanana (Hammoudi Bouhnana, Hammoudi Bouhannana ou Hamoudi Bouhennana, en arabe : سيدي حمودي بوحنانة ), né vers 1948 dans le désert entre Laâyoune et Tantan au Maroc et décédé le 28 mars 2007 à Barcelone en Espagne, fut un gouverneur marocain et chef de tribu.

## Biographie

### Enfance
Né Sidi Hammoudi Mohammad Mahmoud Ould Sidi Mohammad Salem Ould Laâroussi Ould Mouloud Ould Brahim Bouhanana Ould Sayyed Ould Lahcen Ould Sidi Ali Taleb Ould Âmr Ould Sidi Ahmed Rguibi Ould Sidi Ahmed Rguibi Ould Sidi Ahmed Rguib (سيدي حمودي محمد محمود ولد سيدي محمد سالم ولد لعروسي ولد مولود ولد ابراهيم بوحنانة ولد السيد ولد لحسن ولد سيدي علي طالب ولد عمر ولد سيدي احمد الركيبي ولد سيدي احمد الركيبي ولد سيدي احمد الركيبي), Hammoudi Bouhanana est le 6e d'une famille de 7 enfants.
Son père, Sidi Mohammad Salem Bouhanana, était le chef de la tribu nomade Reguibat Oulad Taleb qui sillonnait le désert ouest africain de l'actuelle Guelmim au Maroc où il troquait le sucre, les feuilles de thé et le tissu contre les chameaux et les dattes ramenés de la région de Tayart en Mauritanie. 
Sa mère Ghlila Ment Chiguer, de la fraction Souaêd de la même tribu Rguibat, était une poétesse qui transmettait oralement l'histoire de la tribu, de ses guerres et de ses conquêtes.
Dès son plus jeune âge, Hammoudi Bouhanana apprit l'histoire des tribus sahraouis transmise par la poésie de sa mère et, vers l'âge de 7 ans, effectua son premier voyage en caravane avec son père, puis un deuxième vers l'âge de 12 ans.

### Période espagnole
Né dans une région occupée par l'Espagne, Hammoudi Bouhanana s'enrôla quelques années plus tard dans l'armée et en profita pour étudier et passer son baccalauréat aux îles Canaries. Il est repéré par le colonel Bengochea qui, voyant en lui un élève brillant, lui proposa d'aller poursuivre ses études en Espagne.
Il arriva à Granada en 1970 et s'inscrivit à la "Escuela Universitaria de estudios empresariales" en économie (techniques commerciales). En parallèle à ses études, Hammoudi Bouhanana comme tous les jeunes sahraouis de son époque s'intéresse à la politique et c'est à cette époque que deux courants politiques sahraouis commencent à émerger parmi les jeunes. Le premier donnera naissance en 1973 au front polisario qui défend l'idée d'indépendance de la région du Sahara occidental occupé par l'Espagne depuis 1884, le second donnera naissance en 1974 au parti de l'union nationale sahraoui (PUNS) qui défend l'autonomie et l'autodétermination du peuple sahraoui, plus proche de l'union avec le Maroc. C'est de ce dernier que Hammoudi Bouhanana sera l'un des dirigeants l'année même où il obtient son diplôme de fin d'études.
Toutefois, Franco essayera de mettre le parti (PUNS) de son côté en le finançant, mais ses dirigeants prêteront allégeance au roi Hassan II le 23 mai 1975 à Fès, mettant ainsi un terme à la machine coloniale et contribuant en grande partie au départ de l'Espagne six mois plus tard à la suite de la marche verte.

### Période Marocaine

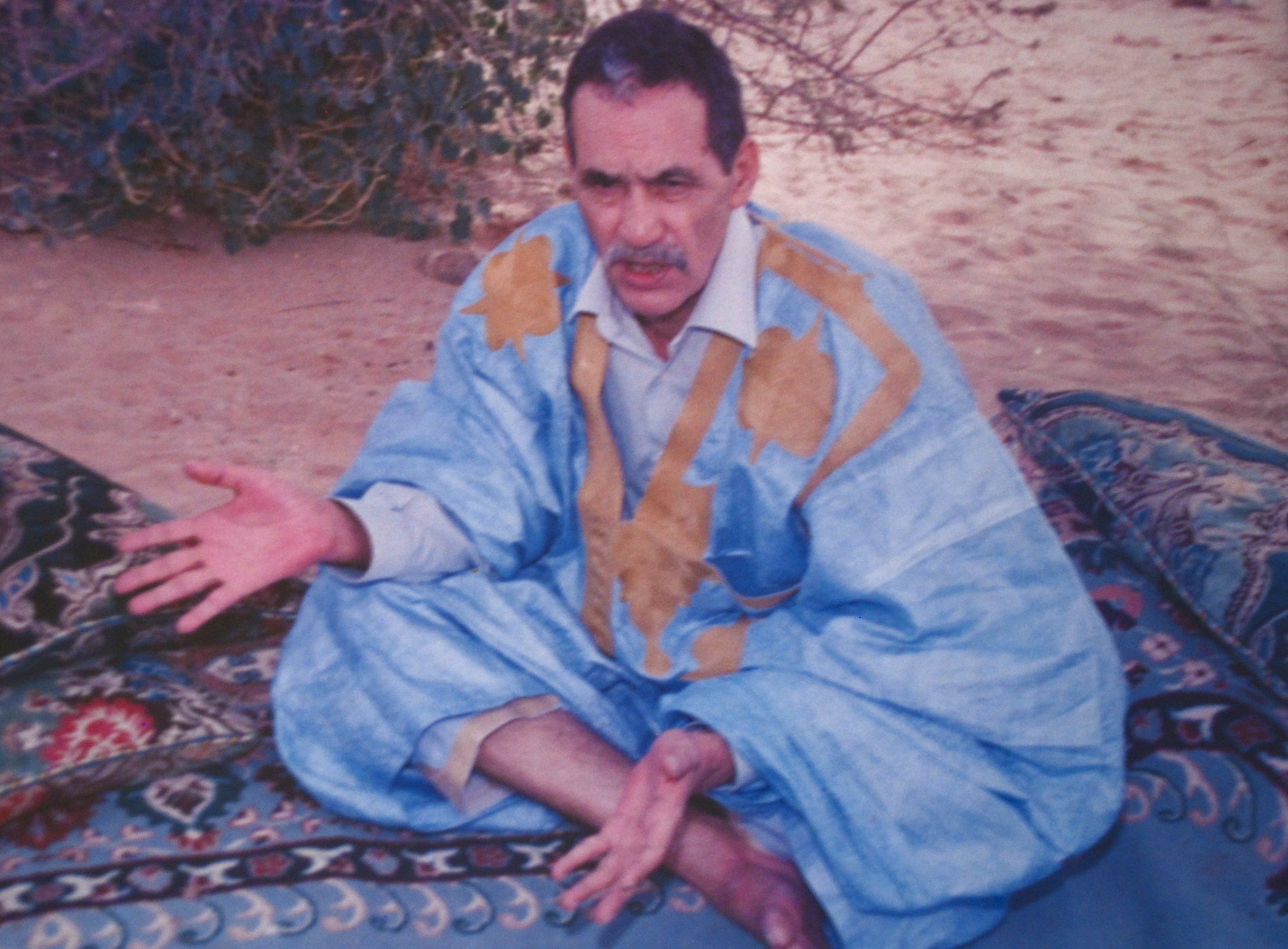
Hammoudi Bouhanana

En 1977, il épousa Wafaâ El Boulli Rguibi, fille de Moulay Brahim El Boulli Rguibi notable sahraoui ayant fait partie de la résistance marocaine contre la colonisation française, ils auront 3 enfants.
En 1978, Hammoudi Bouhanana est nommé gouverneur à l'administration centrale. Il fut le plus jeune gouverneur de son époque et le premier gouverneur sahraoui dans le Maroc d'après 1975.
En 1979, il est nommé gouverneur de la province de Boulemane.
En 1985, il est nommé gouverneur à la province de Taounate.
Son père Sidi Mohammad Salem décède en 1992 et il prend sa place comme Chef de la tribu Rguibat Oulad Taleb.
Il rejoint l'administration centrale en 1994 et passe les 10 années qui suivent comme chef d'identification auprès des Nations unies pour le plan de référendum d'autodétermination du peuple sahraoui. Il voyage alors autour du monde en missions et négociations autour de l'affaire du Sahara.
En 2004, il est nommé par le roi le Mohammed VI, gouverneur de la province d'Aousserd et, en parallèle, à partir de mars 2006 membre du Conseil royal consultatif pour les affaires sahariennes (CORCAS), postes qu'il occupa jusqu'à son décès en 2007.

## Rencontre Nationale Hammoudi Bouhanana
Un meeting sportif porte aujourd'hui son nom, "La rencontre national d'athlétisme du défunt Hammoudi Bouhanana" qui a lieu le mois de mai à Laâyoune dans la région marocaine du Laâyoune-Sakia El Hamra.